# Tuʻi Malila
Tuʻi Malila ou Tuʻimalila, née en 1776 ou 1777 et morte le 16 mai 1965, est une tortue étoilée de Madagascar, célèbre pour avoir détenu le record de longévité de son espèce jusqu'en 2022, dépassée par la tortue Jonathan.

## Histoire
Tuʻi Malila fut offert par le capitaine Cook (avec sa femelle, décédée bien plus tôt) à la monarchie des Tonga lorsqu'il accosta ce pays en 1777.
Tuʻi Malila, connu aussi sous le nom de « vieil homme », vécut dans le palais du roi, à Nukuʻalofa, jusqu'à son décès le 16 mai 1965. Il était âgé de 188 ans. Lors de la visite royale de Tonga par la reine Élisabeth II en 1953, Tu'i Malila était l’un des premiers animaux présenté.
Le corps de la tortue est conservé au palais royal de Tonga.

## Signification et orthographe du nom
Tuʻi signifie chef ou roi en tongien, il avait donc le titre de « roi de Malila ».
L’apostrophe apparente dans le nom n’est pas une apostrophe mais un ʻokina, une consonne transcrivant un coup de glotte fréquent dans les langues polynésiennes et mélanésiennes (le maori des îles Cook, le tahitien, le wallisien, etc.). Le signe s’écrit inversé par rapport à une apostrophe française (dont la fonction en tant que marque d’élision est totalement différente), et normalement arrondi et dessiné de bas en haut.

## Mentions littéraires
Tuʻi Malila est cité en exergue du roman Les Androïdes rêvent-ils de moutons électriques ? de Philip K. Dick (qui servira de base au film Blade Runner):

« AUCKLAND. Une tortue que le célèbre capitaine Cook avait offerte au roi de Tonga en 1777 est morte hier, à près de deux cents ans. Baptisée Tuʻimalila, l'animal est mort dans les jardins du palais royal dans la capitale de Tonga, Nuku. »

— (Reuters, 1966) ».